# Rhamphognathus
Rhamphognathus es un género extinto de peces osteíctios prehistóricos de la familia Scombridae. Este género marino fue descrito científicamente por Louis Agassiz en 1835.

## Especies
Clasificación del género Rhamphognathus:
- † Rhamphognathus (Agassiz 1835)
  - † Rhamphognathus paralepoides (Agassiz 1835)